# Degania
Degania est un kibboutz fondé en 1909. Il est considéré comme la « Mère des kibboutzim ». Le plus ancien des kibboutz a engagé sa privatisation en 2007, comme d'autres kibboutz l'ont fait à compter des années 1990. En 2022, sur la totalité des kibboutz - environ 270 -, environ 30 ont gardé l'organisation collectiviste et communautaire des premiers kibboutz (" shifouti ").   

## Introduction
Les idées relatives à l'implantation communautaire sont dans l'air du temps à la fin du XIXe siècle et au début du XXe. Le mot kvoutza (« groupe ») est entendu pour la première fois en 1909, dans la ferme de Kinéret, fondée par le Bureau pour Eretz Israel , sous la gestion du Dr Arthur Ruppin.
Cette ferme devient le cadre d'un brassage de pensées et de différents idéaux sociaux, défendus par les mouvements ouvriers, notamment anarchistes. C'est par cette même ferme que passent les ouvriers de la seconde Aliyah, ainsi que de nombreux groupes de formation, et ce, jusqu'à la création de l'État d'Israël.
Parmi ces derniers, on remarque un petit groupe d'immigrants roumains originaires de Russie Blanche, installé sur ce terrain acheté alors par le KKL en 1900, à l'Est du Jourdain. Sur ce même terrain se tient le village de Oum-Ghouni, déjà mentionné dans la Mishna sous le nom de Kfar-Goun, au Sud du Lac de Tibériade.
Yossef Bossal, issu du groupe déjà connu comme la kvoutza roumaine, commence à tisser le rêve d'une vie communautaire. Après un intermède dans la ville de Hadera, le groupe dénommé désormais kvoutza de Hadera se réinstalle en 1910 sur le terrain de Oum-Ghouni, où Bossal jouera un rôle central.
Ainsi écrit un pionnier : « Le 28 octobre 1910, douze des nôtres arrivions à Oum-Ghouni... Nous étions là pour fonder une implantation autonome juive sur le sol de la patrie ; une implantation où il n'y aura aucune exploitation de l'homme par l'homme ! »
Les noms des membres de la kvoutza de Hadera sont les suivants :
- Tanfilov Tanhoum
- Bloch Israël
- Elkin Yossef
- Malkin Sarah
- Bertz Yossef
- Bertz-Ostrovski Miryam
- Bossal Yossef
- Zaltzman Tzvi-Yéhouda
- Tzodikov Haïm
- Akar Yéhoshoua
- Klibnov Yéroham
- Yossilévitch Aharon

Se joignent à eux quelque temps plus tard :
- Ben-Yaakov Yitzhak
- Dayan Shmuel
- Grinshpon Avram
- Berkovitch Yaakov

La volonté de réimplanter sur sa terre le Peuple Juif, travaillant le sol et vivant du travail de ses mains, loin de toute exploitation de l'homme par l'homme les amène à réaliser que leur vision d'avenir ne peut être réalisable que si elle passe par la vie communautaire.

## La vie communautaire

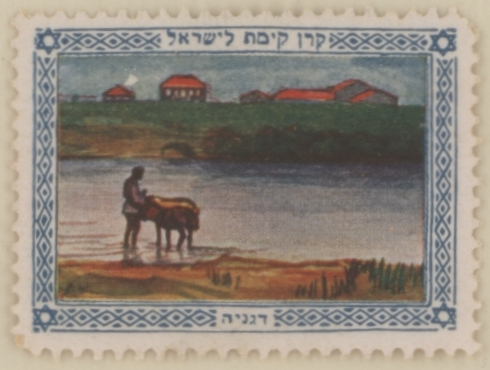
Timbre de Degania par le Jewish National Fund, 1916

Une fois cristallisés les principes fondamentaux de la vie communautaire, qui deviendront au fil du temps les principes de l'Implantation Ouvrière dans son ensemble, certains des membres de la kvoutza, et parmi eux principalement les couples mariés, émettent des réticences quant aux limites du communautarisme. Ils mettent alors en place les fondements d'un village communautaire, où la cellule familiale-individuelle trouverait sa place sur des bases solides de vie communautaire. C'est ainsi que plusieurs membres de Degania quittent en 1921 la communauté et, en collaboration avec les membres réfractaires originaires d'autres kibboutzim, ils fondent deux moshavim ouvriers ; Nahalal et Kfar-Yéhezkel. On trouve parmi les fondateurs de Nahalal Débora et Shmuel Dayan, Sonia et Israël Bloch, Yossef Elkin et Avram Grinshpon.

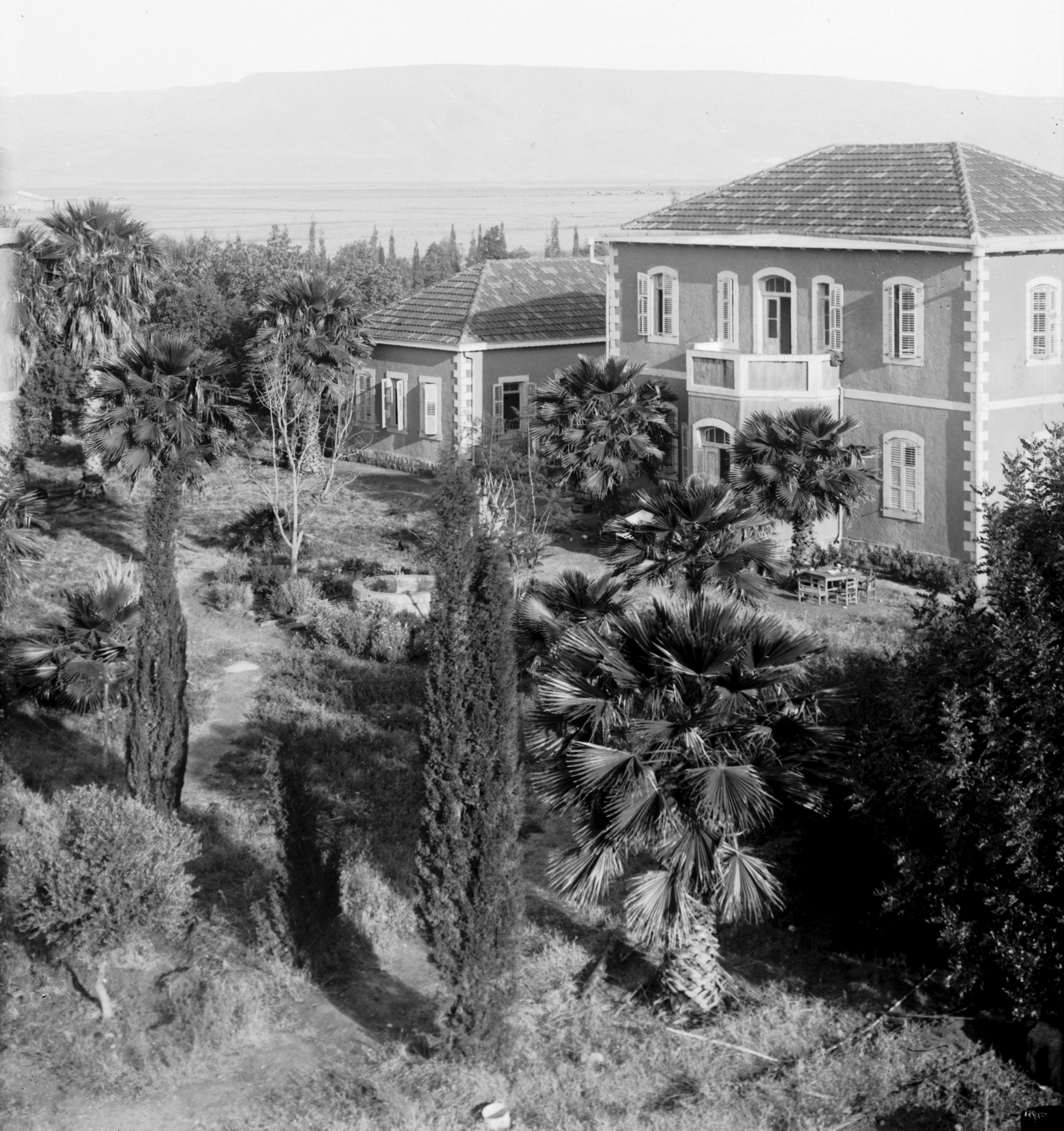
Colonie de Degania A, entre 1920 et 1930

En 1922 est fixée la frontière entre le Mandat Britannique en Palestine et celui des Français en Syrie, laissant Degania, située pourtant à l'Est du Jourdain et au Nord du fleuve Yarmouk, sur le territoire anglais.
Sur le modèle de Degania, de nombreux kibboutzim voient le jour dans la vallée du Jourdain.
Degania devient, pour de nombreuses kvoutza de Palestine, comme de Diaspora, la centrale de préparation à la future vie communautaire. Ce sont ces mêmes kvoutza, qui après leur séjour à Degania, fondent les kibboutzim du pays.
Au départ, Degania cultive des terrains obtenus à l'Est du Jourdain, mais avec la multiplication des implantations dans la vallée du Jourdain, la surface cultivable mise à sa disposition lui est réduite de moitié.
Outre l'exploitation des champs et des vergers, Degania inaugure en 1935 la « Maison Gordon ». Cette dernière pose les jalons des études sur les sciences de la nature et la maîtrise de celle-ci. Les études y sont officiellement ouvertes en 1941.

## La Guerre d'Indépendance et le combat pour Degania
Un télégramme envoyé à l'état major le 14 mai 1948 précise : « ...des colonnes de blindés syriens ont été repérées au Nord et au Sud du kibboutz Eïn-Guev. Les blindés ont dépassé El-Hama et se trouvent à 2 km de Tzémah (tout proche de Degania)... ».
Les membres de Degania qui veillent depuis leurs tranchées et sur les positions-Est du kibboutz peuvent observer les colonnes de l'armée syrienne s'affairer autour de Tel el Qasser — où se trouve aujourd'hui le kibboutz Tel-Qatzir —, position choisie par les Syriens pour y installer l'état-major de leur unité.
Face à une armée équipée de tanks, de blindés et d'avions, les habitants de la vallée du Jourdain font face, soutenus par le renfort du bataillon Barak (unité Golani).
À partir du 15 mai, les Syriens arrosent de tirs de canons et mortiers les implantations de la vallée du Jourdain, de jour comme de nuit, et le 17 mai, ils s'emparent du camp Heïl Hasséfer, à l'Est de Tzémah.
Le 18 mai, arrive au matin à l'état-major israélien, le télégramme suivant : « Après un lourd combat, des blindés et des tanks ont pris Tzémah à 8 h 5. Comptons de grosses pertes en morts et blessés. L'ennemi a la maîtrise totale du domaine aérien. Toutes les implantations de la vallée du Jourdain — à part Yavnéel — sont attaquées par des avions de combat. Des tanks ennemis sont aux portes de Degania. »
L'armée syrienne attend la prise de Shaar-Hagolan et du village druze Masada, dans la nuit du 18 au 19 mai, pour engager l'attaque contre Degania, en route vers le pont traversant le Jourdain.
Cette même nuit, s'entretient une délégation des « anciens » de la Vallée du Jourdain avec David Ben Gourion à l'état-major. Au sortir de la réunion, un télégramme est envoyé; « Faisons tous les efforts pour que jusqu'à demain 04h00 vous receviez sur Yavnéel quatre tanks lourds. »
La journée du 19 mai passe sans événement majeur. Dans la nuit du 19 mai, l'unité Yiftah du Palmah attaque le poste de police de Tzémah. Ils atteignent quelques blindés, mais sont obligés malgré tout de se replier sur Degania.
Au matin du 20 mai, à 4 h 30, les Syriens attaquent Degania à l'aide de tanks, de blindés et de fantassins.
L'attaque commence par un tir d'artillerie lourde puis se poursuit par la sortie de tanks et blindés supplémentaires en direction de Degania. Derrière les tanks se tiennent les fantassins qui, à 200 m des barbelés du kibboutz, stoppent leur avancée.
Les tanks atteignent la barrière de la fabrique, où ils sont arrêtés par les défenseurs armés de grenades « Fiat » et de cocktails molotov préparés par les membres de Degania.
Un des tanks arrivé jusqu'au kibboutz, paralysé par le fossé de protection, poursuit ses tirs sans viser. Les cocktails molotov lancés par les défenseurs de Degania en arrivent à bout.
Les quatre tanks promis par l'état-major roulent alors proche de Aloumot. Malgré le manque de formation et leurs faibles munitions, les membres de Degania réussissent à contenir l'assaut, en ciblant étroitement leurs objectifs. Les documents récupérés, ainsi que les comptes-rendus syriens montrent que le bruit provoqué par les tanks est l'un des principaux facteurs qui ont semé désordre et panique dans les rangs syriens.
À 7 h 30, l'assaut sur Degania prend fin avec le repli sur Tzémah de l'armée syrienne, qui abandonne sur le terrain munitions et cadavres.
Le même jour à 14 h 30, les Syriens évacuent Tzémah.
67 des combattants tombés parmi les victimes de la vallée du Jourdain sont inhumés dans le cimetière militaire de Degania.

## Après la guerre
Après la Guerre d'Indépendance, la surface des terrains arables de Degania est agrandie.
À la fin des années 1960, en parallèle de l'industrie agricole, Degania se lance dans la production de matériel relatif au travail de la taille du diamant.
De début 1968 à 1972, Degania, comme le reste des implantations de la vallée du Jourdain, se trouve exposée aux tirs des armées jordanienne et irakienne, ainsi qu'à ceux de l'OLP, et ce du fait de sa situation géographique, au pied des monts de Guilaad.
Degania, du fait de ses débuts, détient la particularité d'avoir été fondée par la kvoutza au sens intime du terme.

## Degania aujourd'hui
Degania, du fait de son emplacement aux bords du lac de Tibériade, n'a pas été à ses débuts limitée dans ses besoins en eau. Elle put ainsi développer l'arrosage par gravitation — système d'irrigation en terrain plat, basé sur un système de rigoles plus ou moins étroites. Les conditions climatiques, alliées aux importantes précipitations lui permettent de pratiquer la culture intensive et exclusive, avec des spécialisations telles que la culture des avocats ou celle des bananes.
C'est Feker Mordéhaï et Ilan Benjamin qui inaugurent au kibboutz la culture de l'avocat.
Degania travaille en collaboration sur la culture des palmiers-dattiers; ces mêmes dattes qui faisaient la gloire de l'antique Terre d'Israël, et qui après leur disparition totale ont été réintégrées dans le paysage agricole du pays, au début des années 1930.
Baratz Myriam fut la première responsable d'étable du kibboutz. Elle avait à l'époque suivi un stage en Hollande et à son retour fait de l'étable de Degania l'une des plus perfectionnées du pays.

### Les animaux
Le poulailler modernisé produit six couvées par an ; chaque couvée représentant 200 tonnes de poulets.
L'étable abrite 500 vaches dont 250 laitières. Récemment, de nouvelles vaches Jersey (petites et de couleur brune) ont été intégrées au kibboutz dans le cadre de recherches organisées par le ministère de l'agriculture.
Degania pratique aussi la pisciculture et élève la carpe.

### L'agriculture
Culture de légumes dont deux sortes de tomates (une adaptée à l'hiver, la seconde au printemps), pommes de terre, carottes.
Culture de fleurs développée entre les années 1970 et 1980.
Les bananeraies du kibboutz comptent parmi les plus anciennes de la vallée du Jourdain. Leur rendement important s'explique du fait des conditions climatiques comme de la proximité des sources d'eau.
Les vergers sont composés principalement de pamplemousses.
Les premières pousses d'avocats ont été importées de l'Ouest de l'Inde et la culture du fruit implantée dans le pays. Leur exploitation fut le départ d'expériences sur les fruits tropicaux et subtropicaux, ce qui donnera naissance, en 1935, à un jardin spécialement aménagé pour la cause. Le Dr Arthur Ruppin en devient le responsable, assisté par des employés du centre agricole de Rehovot, ainsi que par l'agronome Dr Hanan Openheimer.
Des années 1960 à 1980, différents domaines d'exploitation sont abandonnés, tels que les vignes, les roses et différentes variétés de légumes. Parallèlement se développe la culture du coton.

### Toolgal
Toolgal, l'usine de Degania, produit du matériel pour la taille du diamant et abrite un atelier de taille de pierres précieuses.
Elle fut créée en 1968 et emploie aujourd'hui 200 personnes.